# Bank Spółdzielczy w Gorlicach
Bank Spółdzielczy w Gorlicach – bank spółdzielczy z siedzibą w Gorlicach. Bank zrzeszony jest w Banku Polskiej Spółdzielczości S.A.

## Historia
Gorlicki bank został założony w 1870 przez Wojciecha Biechońskiego (sekretarza stanu Rządu Narodowego w czasie powstania styczniowego) pod nazwą Towarzystwo Zaliczkowe. Był to pierwszy bank spółdzielczy na terenie powiatu gorlickiego i jeden z najwcześniej założonych w Galicji. Celem Towarzystwa Zaliczkowego była samoobrona ludności miejskiej i wiejskiej przed lichwą.
Na przestrzeni lat bank kilkakrotnie zmieniał nazwę:
- w 1924 na Kasa Zaliczkowa
- w 1942 na Bank Spółdzielczy
- w 1950 na Gminna Kasa Spółdzielcza
- w 1956 na Kasa Spółdzielcza

Od 1961 bank działa pod współczesną nazwą.
Do gorlickiego banku dołączyły Bank Spółdzielczy w Łużnej i Bank Spółdzielczy w Ropie.

## Władze
W skład zarządu banki wchodzą:
- Prezes Zarządu – Jerzy Jemioła
- Wiceprezes Zarządu Banku ds. Finansowo-Księgowych – Krystyna Michalec
- Wiceprezes Zarządu Banku ds. Handlowych – Monika Jajko.

Czynności nadzoru banku sprawuje 9-osobowa rada nadzorcza.

## Placówki
- Centrala – Gorlice ul. Stróżowska 1
- Oddział Łużna – Łużna 634
- Stały punkt kasowy Moszczenica – Moszczenica 524
- Stały punkt kasowy Ropa – Ropa 574
- Stały punkt kasowy Sękowa – Sękowa 181
- Filia w Gorlicach – Gorlice ul. Biecka 30